# William Brown (tennista)
William Brown (Omaha, 14 gennaio 1945) è un ex tennista statunitense.

## Carriera
In carriera ha vinto quattro titoli di doppio. Nei tornei del Grande Slam ha ottenuto il suo miglior risultato raggiungendo il terzo turno nel doppio a Wimbledon nel 1973, in coppia con il connazionale Dick Bohrnstedt.

## Statistiche

### Doppio

#### Vittorie (4)
| Numero | Anno            | Torneo                                 | Superficie | Compagno      | Avversari in finale          | Punteggio     |
| 1.     | 28 gennaio 1973 | Omaha Open, Omaha                      | Cemento    | Mike Estep    | Jimmy Connors Juan Gisbert   | abbandono     |
| 2.     | 9 marzo 1975    | Shreveport International, Shreveport   |            | Juan Gisbert  | Janos Benyik Robert Machan   | 6-4, 6-4      |
| 3.     | 6 aprile 1975   | American Airlines Tennis Games, Tucson | Cemento    | Raúl Ramírez  | Raymond Moore Dennis Ralston | 2-6, 7-6, 6-4 |
| 4.     | 9 agosto 1976   | Columbus Open, Columbus                | Cemento    | Brian Teacher | Fred McNair Sherwood Stewart | 6-3, 6-4      |